# Jaan Puidet
Jaan Puidet (Tallin, Estonia, 4 de enero de 1992) es un jugador de baloncesto estonio. Juega de escolta, es internacional con la Selección de baloncesto de Estonia y su actual equipo es el CB Ciudad de Valladolid de la Primera FEB.

## Carrera deportiva
Es un escolta formado en el Kuremaa SK estonio con el que llegó a debutar en la temporada 2008-09 y más tarde formaría parte de los equipos del Pärnu, Kalev/Cramo y TTÜ, todos de la Alexela Korvpalli Meistriliiga, la primera división del baloncesto estonio.
En el año 2011 se proclamó campeón de la Alexela Korvpalli Meistriliiga con el BC Kalev y en 2009 fue nombrado Mejor Jugador Joven de dicha competición.
En 2015 firmó por el Jämtland Basket sueco en el que jugaría durante 3 temporadas. 
En 2018 regresa a su país para jugar en las filas del TalTech Basketball, al que abandona el año siguiente para volver a jugar la temporada 2019-20 en las filas del Jämtland Basket sueco.
Comenzó la temporada 2020-21 en las filas del TalTech Basketball estonio, donde promedió 11,3 puntos, 6,7 rebotes, 3,1 asistencias y 13,9 créditos de valoración de promedio.
El 10 de diciembre de 2020, firma por el CB Ciudad de Valladolid de la Liga LEB Oro.

## Clubes
- Kuremaa SK (2008–2009)
- Pärnu (2009-2010)
- Kalev/Cramo (2010–2011)
- TTÜ K.K. (2011-2015)
- Jämtland Basket (2015-2018)
- TalTech Basketball (2018-2019)
- Jämtland Basket (2019-2020)
- TalTech Basketball (2020)
- CB Ciudad de Valladolid (2020-Act.)

## Internacionalidad
Jaan Puidet ha formado parte de la Selección de baloncesto de Estonia en sus categorías inferiores (U16, U18 y U20) y del equipo absoluto desde 2015, llegando a disputar los encuentros pre-clasificatorios para la Copa Mundial de Baloncesto de China 2019.